# Quakers Hill
Quakers Hill är en del av en befolkad plats i Australien. Den ligger i kommunen Blacktown och delstaten New South Wales, i den sydöstra delen av landet, omkring 33 kilometer nordväst om delstatshuvudstaden Sydney. Antalet invånare är 25 017.
Runt Quakers Hill är det mycket tätbefolkat, med 1 135 invånare per kvadratkilometer.. Närmaste större samhälle är Blacktown, nära Quakers Hill. 
Runt Quakers Hill är det i huvudsak tätbebyggt. Genomsnittlig årsnederbörd är 1 267 millimeter. Den regnigaste månaden är februari, med i genomsnitt 216 mm nederbörd, och den torraste är juli, med 25 mm nederbörd.